# رود جونز (لاعب كرة قدم أمريكية)
رود جونز (بالإنجليزية: Rod Jones)‏ هو لاعب كرة قدم أمريكية أمريكي، ولد في 3 مارس 1964 في ريتشموند في الولايات المتحدة، وتوفي في 8 ديسمبر 2018 في سياتل في الولايات المتحدة بسبب إصابة بعيار ناري.

## وصلات خارجية
- رود جونز على موقع مرجع كرة القدم المحترفة.كوم (الإنجليزية)